# 39516 Lusigny
39516 Lusigny este o planetă minoră (asteroid), cu un diametru de 3,703 km, din centura de asteroizi. A fost descoperită pe 27 iulie 1987 la Observatorul din Haute-Provence de Eric Walter Elst. 
Obiectul prezintă o orbită caracterizată de o semiaxă mare de 2,5374465 UAi, o excentricitate de 0,23, o înclinație de 10,68067 ° în raport cu ecliptica.